# Élections territoriales de 2022 à Wallis-et-Futuna
Les élections territoriales de 2022 à Wallis-et-Futuna ont lieu le 20 mars 2022 afin de renouveler les vingt membres de l'Assemblée territoriale de la collectivité d'outre-mer française de Wallis-et-Futuna. Cette élection voit l'arrivée de neuf nouveaux élus, près de la moitié des sièges, tandis que des figures historiques ne sont pas reconduites. 

## Contexte
Les élections territoriales de mars 2017 voient 19 listes se partager les 20 sièges du conseil territorial. Seule la liste Fakatahi kihe kaha'u e lelei / Ensemble pour un avenir meilleur remporte deux sièges. Le scrutin amène au renouvellement de près de la moitié des membres de l'Assemblée territoriale, avec 9 nouveaux élus sur 20. Près d'un tiers des élus sont des femmes, avec six élues.
Le scrutin territorial de 2017 est surtout marqué par un très fort taux de participation, l'un des plus élevés des précédentes décennies à Wallis et Futuna. Un peu plus de 88 % des électeurs se déplacent ainsi aux urnes, avec 87 % de participation à Wallis et 93 % à Futuna.
Comme en 2017, les élections territoriales de 2022 sont organisées en même temps que celles à Saint-Pierre-et-Miquelon, Saint-Martin et Saint-Barthélemy.

## Mode de scrutin
L'Assemblée territoriale des îles Wallis et Futuna comporte 20 sièges pourvus pour cinq ans au scrutin proportionnel plurinominal de liste à un tour dans cinq circonscriptions plurinominales correspondant aux cinq districts de la collectivité. L'île de Wallis totalise 13 sièges — 6 pour le district de Mua, 4 pour le district de Hahake et 3 pour le district de Hihifo — tandis que l'île de Futuna en compte 7 — 4 pour le district d'Alo et 3 pour celui de Sigave —,,. 
Les listes sont fermées, sans possibilité pour l'électeur de procéder à un panachage ou à un vote préférentiel. Après dépouillement des suffrages, les sièges sont répartis dans chaque circonscription à la proportionnelle selon la règle de la plus forte
moyenne, sans seuil électoral,.

## Résultats

### Globaux
|                          | Liste                    |       |       |    |  |  |  |  |  |  |  |  |  |  |  |  |  |
|                          |                          |       |       |    |  |  |  |  |  |  |  |  |  |  |  |  |  |
| Suffrages exprimés       | Suffrages exprimés       | 7 925 | 99,25 |    |  |  |  |  |  |  |  |  |  |  |  |  |  |
| Votes blancs et nuls     | Votes blancs et nuls     | 60    | 0,75  |    |  |  |  |  |  |  |  |  |  |  |  |  |  |
| Total                    | Total                    | 7 985 | 100   | 20 |  |  |  |  |  |  |  |  |  |  |  |  |  |
| Abstentions              | Abstentions              | 1 515 | 15,95 |    |  |  |  |  |  |  |  |  |  |  |  |  |  |
| Inscrits / Participation | Inscrits / Participation | 9 500 | 84,05 |    |  |  |  |  |  |  |  |  |  |  |  |  |  |

### Wallis

#### District deHihifo
| Circonscription | Conseiller            | Liste | Liste                     |
| --------------- | --------------------- | ----- | ------------------------- |
| 1re             | Soane Paulo Mailagi   |       | Fakatahi kihe kahau lelei |
| 2e              | Lémec Ronny Tauhavili |       | Fakatahi'aga o Hihifo     |
| 3e              | Sandrine Ilalio       |       | Amanaki ke tahi           |

#### District deHahake
| Circonscription | Conseiller              | Liste | Liste                         |
| --------------- | ----------------------- | ----- | ----------------------------- |
| 1re             | Atelea Vaitootai        |       | Ta'ofi ke ma'u pea sio mama'o |
| 2e              | Mikaele Kulimoetoke     |       | Ta'ofi ki Uvea mo Futuna      |
| 3e              | Lavinia Kanimoa         |       | Le'o o he kaha'u lelei        |
| 4e              | Lauriane Dominika Vergé |       | Ofa kite kaha'u               |

#### District deMu'a
| Circonscription | Conseiller             | Liste | Liste                             |
| --------------- | ---------------------- | ----- | --------------------------------- |
| 1re             | Munipoese Muli'aka'aka |       | Ofa mo'oni ki tou fenua           |
| 2e              | Mikaele Seo            |       | Mauli fetokoniaki                 |
| 3e              | Paino Vanai            |       | Le'o akiha                        |
| 4e              | Sosefo Toluafe         |       | Ofa peake gaue ki he kaha'u lelei |
| 5e              | Palatina Fiakaifonu    |       | Ofa mo'oni ki tou fenua           |
| 6e              | Malia Kialiki Lagikula |       | Ma'uli fetokoniaki                |

### Futuna

#### District deAlo
| Circonscription | Conseiller       | Liste | Liste                   |
| --------------- | ---------------- | ----- | ----------------------- |
| 1re             | Lafaele Tukumuli |       | Fau Ile Alofa           |
| 2e              | Petelo Leleivai  |       | Vaka fo'ou tou fakatasi |
| 3e              | Sosefo Motuku    |       | Lou Fenua               |
| 4e              | Frédéric Baudry  |       | Travail et Partage      |

#### District deSigave
| Circonscription | Conseiller         | Liste | Liste                          |
| --------------- | ------------------ | ----- | ------------------------------ |
| 1re             | Soane Taukolo      |       | Tou fakatasi kile apogipogi... |
| 2e              | Tuliano Talomafaia |       | Fakatasi kile tou ka'au        |
| 3e              | Charles Gaveau     |       | Amanaki                        |

## Annulation partielle
Le 15 novembre 2022, le conseil d’État annule le résultat des élections territoriales dans le royaume de Sigave, en raison d'irrégularités constatées durant le vote. 